# Дівчина — воднева бомба
«Дівчина — воднева бомба» (англ. The H-Bomb Girl) — науково-фантастичний роман англійського письменника Стівена Бекстера.

## Сюжет
Події роману розгортаються у жовтні 1962 року в Ліверпулі, фактично у рідній школі автора та навколо неї у зв’язку з наближенням кубинської ракетної кризи. 14-річна Лаура Манн, батько якої, офіцер Королівських ВПС у Бомбардувальному командуванні при Гай-Вікомб, довірив дивний ключ і кодовий номер для запам’ятовування. Виявляється, що це ключ до ядерного бомбардувальника «Вулкан». Він стає мішенню мандрівників у часі з 2007 року з альтернативних версій майбутнього Лаури, які прагнуть змінити хід історії.
Яскрава популярна культура Ліверпуля 1960-х років займає важливе місце в романі, а кульмінація відбувається під час концерту The Beatles у клубі The Cavern Club з Сіллою Блек як гардеробницею.

## Літературні впливи та відгуки
SF Site позитивно оцінив «Дівчину — водневу бомбу», зазначивши, що роман Бакстера був реалістичним і здебільшого уникав кліше, пов’язаних з історіями про подорожі в часі, антиутопії та апокаліпсис.
Адам Робертс високо оцінив те, як Бакстер попрацював з молодіжним середовищем, назвав його «захоплюючим, інформативним, надзвичайно симпатичним маленьким романом».
Роман увійшов до шорт-листа премії Артура Кларка 2008 року.